# Liste des gares de la wilaya d'Oran
La liste des gares de la wilaya d'Oran, est une liste des gares ferroviaires situées dans la wilaya d'Oran, en Algérie.

## Gares ferroviaires dans la wilaya
La wilaya d'Oran compte 22 gares, dont cinq fermées ou disparues. Les gares en service sont exploitées par la Société nationale des transports ferroviaires (SNTF).
| Ancienne gare d'Arzew   | Arzew           | Arzew à Damesme*                          | Gare fermée |  | Gare d'Arzew | Arzew | Oran à Arzew |  |
| Gare de Boutlélis       | Boutlélis       | Es Senia à Béni Saf                       |             |  |              |       |              |  |
| Gare de Damesme         | Aïn El Bia      | Arzew à Damesme* Oran à Kenadsa*          | Gare fermée |  |              |       |              |  |
| Gare d'El Kerma         | El Kerma        | Alger à Oran                              |             |  |              |       |              |  |
| Gare d'El Mohgoun       | Arzew           | Oran à Arzew                              |             |  |              |       |              |  |
| Gare d'Es Senia         | Es Senia        | Alger à Oran Es Senia à Béni Saf          |             |  |              |       |              |  |
| Gare de Garita          | Sidi Chami      | Oran à Arzew                              |             |  |              |       |              |  |
| Gare de Gdyel           | Gdyel           | Oran à Arzew                              |             |  |              |       |              |  |
| Gare de Haï El Ksab     | Es Senia        | Es Senia à Béni Saf                       |             |  |              |       |              |  |
| Gare de Haï Es Sabah    | Sidi Chami      | Oran à Arzew                              |             |  |              |       |              |  |
| Gare de Hassi Ameur     | Hassi Bounif    | Oran à Arzew                              |             |  |              |       |              |  |
| Gare de Hassi Ben Okba  | Hassi Ben Okba  | Oran à Arzew                              |             |  |              |       |              |  |
| Gare de Hassi Bounif    | Hassi Bounif    | Oran à Arzew                              |             |  |              |       |              |  |
| Gare de Hassi Mefsoukh  | Hassi Mefsoukh  | Oran à Arzew                              |             |  |              |       |              |  |
| Gare de La Macta        | Mers El Hadjadj | Oran à Kenadsa* La Macta à Trumelet*      | Gare fermée |  |              |       |              |  |
| Gare de Misserghin      | Misserghin      | Es Senia à Béni Saf                       |             |  |              |       |              |  |
| Gare d'Oran             | Oran            | Alger à Oran Oran à Arzew Oran à Kenadsa* |             |  |              |       |              |  |
| Gare de Oued Tlelat     | Oued Tlelat     | Alger à Oran Oued Tlelat à Béchar         |             |  |              |       |              |  |
| Gare de Port-aux-Poules | Mers El Hadjadj | Oran à Kenadsa*                           | Gare fermée |  |              |       |              |  |
| Gare de Saint-Leu       | Bethioua        | Oran à Kenadsa*                           | Gare fermée |  |              |       |              |  |
| Gare de Sidi Maârouf    | Sidi Chami      | Oran à Arzew                              |             |  |              |       |              |  |
| * ancienne ligne.       |                 |                                           |             |  |              |       |              |  |

| \| Oran Es Senia El Kerma Oued Tlelat H. · E.S S.M. G. Hassi Bounif Hassi Ameur Hassi Ben Okba Gdyel Hassi Mefsoukh El Mohgoun Arzew Haï · El Ksab Misserghin Boutlélis \| Localisation des gares de la wilaya d'Oran · H.E.S : Haï Es Sabah • S.M. : Sidi Maârouf • G. : Garita |
| Oran Es Senia El Kerma Oued Tlelat H. · E.S S.M. G. Hassi Bounif Hassi Ameur Hassi Ben Okba Gdyel Hassi Mefsoukh El Mohgoun Arzew Haï · El Ksab Misserghin Boutlélis |

## Lignes ferroviaires dans la wilaya
La wilaya est traversée par les lignes : 
- Alger à Oran ;
- Oran à Arzew ;
- Es Senia à Béni Saf.